# Achim von Arnim
Ludwig Joachim von Arnim, más conocido por el nombre de Achim von Arnim (Berlín, 26 de enero de 1781 - Wiepersdorf, cerca de Jüterbog, 21 de enero de 1831), fue un novelista y poeta romántico alemán.
Formó parte del Cenáculo romántico de Heidelberg, junto a Gorres, Creuzer y Clemens Brentano que pasó a ser primero amigo y luego cuñado, al casarse con Bettina Brentano con la que tuvo una hija, Gisella von Arnim. Publicó varias tragedias, relatos, novelas, poemas y artículos de periódico, y se le considera uno de los escritores románticos alemanes más importantes.

## Biografía
Achim von Arnim pertenecía a una familia de la nobleza prusiana. Su infancia y adolescencia transcurrieron en Berlín y Zernikow; estudió Derecho y Ciencias Naturales en Halle y Gotinga entre 1798 y 1801. Participó de modo destacado en publicaciones de ciencias naturales y luego realizó un viaje de estudios por toda Europa desde 1801 hasta 1804.
Junto a su amigo Clemens Brentano publicó Des Knaben Wunderhorn, una colección de Volkslieder (canciones populares) en tres tomos entre 1806 y 1808. Ese mismo año fundó el importante periódico romántico Diario para ermitaños (Zeitung für Einsiedler) en Heidelberg. A partir de 1809 se estableció en Berlín y colaboró de modo especial en las Hojas berlinesas vespertinas (Berliner Abendblätter) y fundó en 1811 un partido político que se llamaba "Salón alemán" (Deutsche Tischgesellschaft). Entre octubre de 1813 y febrero de 1814 fue editor del diario berlinés El Corresponsal Prusiano (Der Preußische Correspondent). Desde 1814 hasta su muerte vivió en su hacienda de Wiepersdorf y participó en la vida literaria berlinesa por medio de numerosos artículos y relatos en periódicos y almanaques, así como en sus propias publicaciones.

## Obras

### Antología
- Des Knaben Wunderhorn (Volkslieder).

### Obras de teatro
- 1811: Halle y Jerusalén (Halle und Jerusalem)
- 1813: Schaubühne
- 1819: Die Gleichen

### Novelas
- 1802: Hollin's Liebeleben
- 1804: Ariel's Offenbarungen
- 1810: Armut, Reichtum, Schuld und Buße der Gräfin Dolores
- 1812: Isabel de Egipto (Isabella von Ägypten)
- 1817: Die Kronenwächter. Bertholds erstes und zweites Leben
- 1820: Los dueños del mayorazgo (Die Majoratsherren)

### Cuentos
- 1809: El invernadero (Der Wintergarten)
- 1818: Der tolle Invalide auf dem Fort Ratonneau

- Datos: Q70988
- Multimedia: Achim von Arnim / Q70988